# Cheyres-Châbles
Cheyres-Châbles (toponimo francese) è un comune svizzero di 2 278 abitanti del Canton Friburgo, nel distretto della Broye.

## Geografia fisica
Cheyres-Châbles si affaccia sul Lago di Neuchâtel.

## Storia
Il comune di Cheyres-Châbles è stato istituito il 1° gennaio 2017 con la fusione dei comuni soppressi di Châbles e Cheyres, capoluogo comunale è Cheyres.

## Geografia antropica

### Frazioni
Le frazioni di Cheyres-Châbles sono:
- Châbles[4]
- Cheyres[5]
  - Granges-de-Cheyres

## Infrastrutture e trasporti

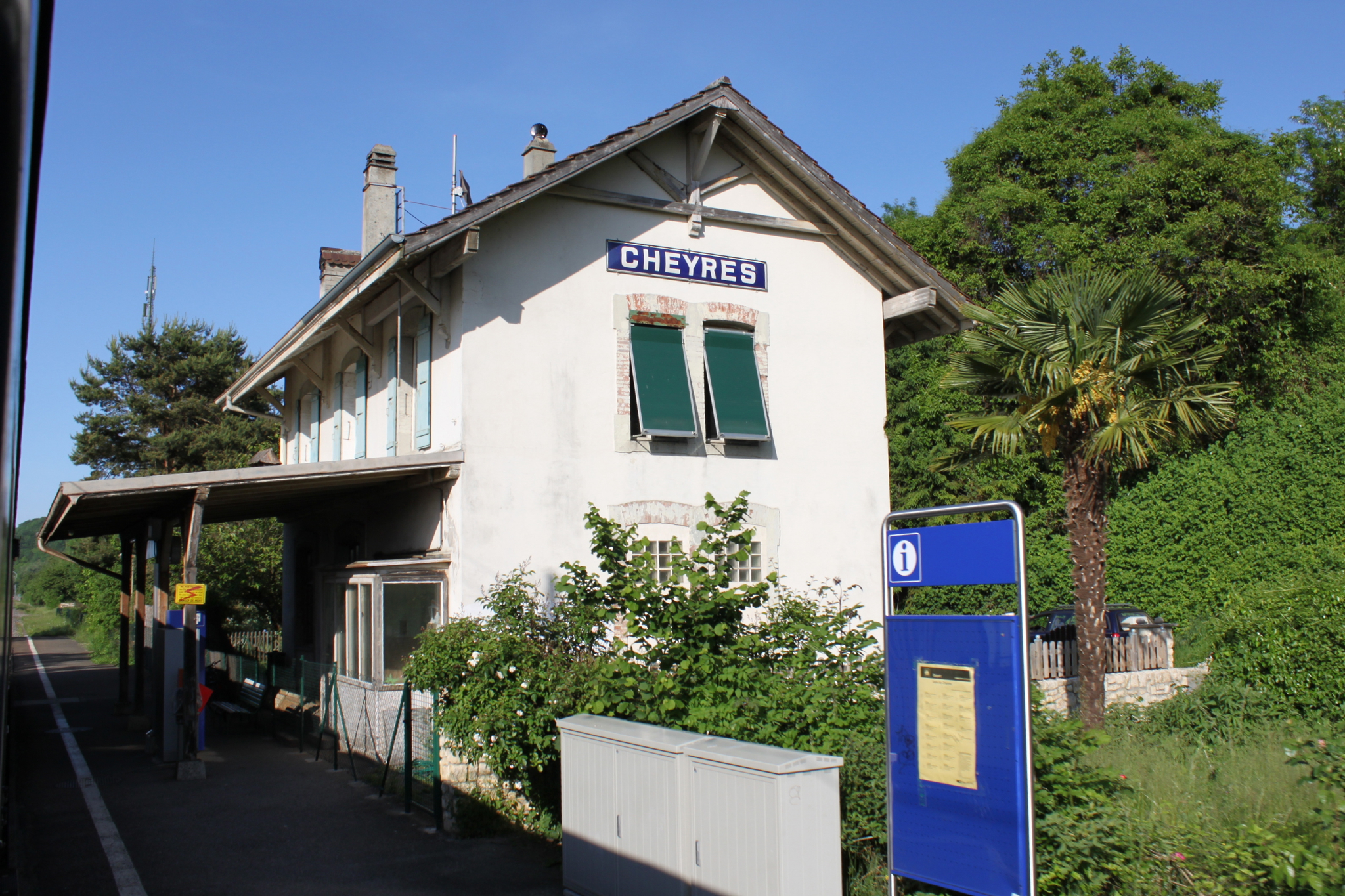
La stazione di Cheyres

Cheyres-Châbles è servito dalla stazione di Cheyres sulla ferrovia Friburgo-Yverdon.